# Campeonato Mundial de Ciclismo em Pista de 1991
O LXXXVIII Campeonato Mundial de Ciclismo em Pista celebrou-se em Stuttgart (Alemanha) entre 13 e 18 de agosto de 1991 baixo a organização da União Ciclista Internacional (UCI) e a Federação Alemã de Ciclismo.
As competições realizaram-se na pista do Pavilhão Hanns Martin Schleyer da cidade alemã. Ao todo disputaram-se 15 provas, 12 masculinas (5 profissionais e 7 amador) e 3 femininas.

## Medalhistas

### Masculino profissional
| Evento                 | Ouro                                 | Prata                       | Bronze                        |
| ---------------------- | ------------------------------------ | --------------------------- | ----------------------------- |
| Velocidade individual  | —                                    | Fabrice Colas · França      | —                             |
| Perseguição individual | Francis Moreau · França              | Shaun Wallace · Reino Unido | Colin Sturgess · Reino Unido  |
| Carreira por pontos    | Viacheslav Yekimov · União Soviética | Francis Moreau · França     | Peter Pieters · Países Baixos |
| Keirin                 | Michael Hübner · Alemanha            | Claudio Golinelli · Itália  | Fabrice Colas · França        |
| Médio fundo            | Daniel Clark · Austrália             | Peter Steiger · Suíça       | Arno Küttel · Suíça           |

### Masculinoamador
| Evento                  | Ouro                                                                          | Prata                                                                                     | Bronze                                                                      |
| ----------------------- | ----------------------------------------------------------------------------- | ----------------------------------------------------------------------------------------- | --------------------------------------------------------------------------- |
| Velocidade individual   | Jens Fiedler · Alemanha                                                       | Bill Huck · Alemanha                                                                      | Gary Neiwand · Austrália                                                    |
| Perseguição individual  | Jens Lehmann · Alemanha                                                       | Michael Glöckner · Alemanha                                                               | Jan Bo Petersen · Dinamarca                                                 |
| Perseguição por equipas | Alemanha · Michael Glöckner · Stefan Steinweg · Jens Lehmann · Andreas Walzer | União Soviética · Yevgueni Berzin · Vladislav Bobrik · Vadim Kravchenko · Dmitri Neliubin | Austrália · Brett Aitken · Stephen McGlede · Shaun O'Brien · Stuart O'Grady |
| 1 km contrarrelógio     | José Manuel Moreno Periñán · Espanha                                          | Jens Glücklich · Alemanha                                                                 | Eugene Samuel · Trinidad e Tobago                                           |
| Carreira por pontos     | Bruno Risi · Suíça                                                            | Stephen McGlede · Austrália                                                               | Jan Bo Petersen · Dinamarca                                                 |
| Meio fundo              | Roland Königshofer · Áustria                                                  | David Solari · Itália                                                                     | Carsten Podlesch · Alemanha                                                 |
| Tándem                  | Alemanha · Emanuel Raasch · Eyk Pokorny                                       | Tchecoslováquia · Lubomír Hargaš · Pavel Buráň                                            | França · Frédéric Lancien · Denis Lemyre                                    |

### Feminino
| Evento                 | Ouro                           | Prata                           | Bronze                                   |
| ---------------------- | ------------------------------ | ------------------------------- | ---------------------------------------- |
| Velocidade individual  | Ingrid Haringa · Países Baixos | Annett Neumann · Alemanha       | Connie Paraskevin-Young · Estados Unidos |
| Perseguição individual | Petra Rossner · Alemanha       | Janie Eickhoff · Estados Unidos | Marion Clignet · França                  |
| Carreira por pontos    | Ingrid Haringa · Países Baixos | Kristel Werckx · Bélgica        | Janie Eickhoff · Estados Unidos          |

## Medalheiro
| Ordem | País              | Medalha de ouro | Medalha de prata | Medalha de bronze | Total |
| ----- | ----------------- | --------------- | ---------------- | ----------------- | ----- |
| 1     | Alemanha          | 6               | 4                | 1                 | 11    |
| 2     | Países Baixos     | 2               | 0                | 1                 | 3     |
| 3     | França            | 1               | 2                | 3                 | 6     |
| 4     | Austrália         | 1               | 1                | 2                 | 4     |
| 5     | Suíça             | 1               | 1                | 1                 | 3     |
| 6     | União Soviética   | 1               | 1                | 0                 | 2     |
| 7     | Áustria           | 1               | 0                | 0                 | 1     |
| 7     | Espanha           | 1               | 0                | 0                 | 1     |
| 9     | Itália            | 0               | 2                | 0                 | 2     |
| 10    | Estados Unidos    | 0               | 1                | 2                 | 3     |
| 11    | Reino Unido       | 0               | 1                | 1                 | 2     |
| 12    | Bélgica           | 0               | 1                | 0                 | 1     |
| 12    | Tchecoslováquia   | 0               | 1                | 0                 | 1     |
| 14    | Dinamarca         | 0               | 0                | 2                 | 2     |
| 15    | Trinidad e Tobago | 0               | 0                | 1                 | 1     |
|       | TOTAL             | 14              | 15               | 14                | 43    |